# Lutomyia spurca
Lutomyia spurca är en tvåvingeart som beskrevs av Aldrich 1922. Lutomyia spurca ingår i släktet Lutomyia och familjen myllflugor. Inga underarter finns listade i Catalogue of Life.